# Showa L2D
Dimensions
Le Showa L2D est une version du bimoteur américain Douglas DC-3 produite sous licence au Japon entre 1939 et 1945. Il a été désigné Tabby par les Alliés.

## Origine
Tandis que la compagnie aérienne japonaise Great Northern Airlines prenait livraison fin novembre 1937 de quatre DC-3-237, le Japon négociait auprès de Douglas Aircraft Company l'achat d'une licence de production. Celle-ci fut obtenue, pour tout juste 90 000 dollars, en février 1938.
Détenteur officiel de la licence, la firme Showa Hikoki Kogyo KK, filiale du groupe Mitsui Trading, servait en réalité de prête-nom à la Marine impériale japonaise. Les accords prévoyaient l'envoi au Japon par Douglas de techniciens chargés d'organiser la production, ainsi que la fourniture de deux DC-3-237 en pièces détachées devant servir de modèles de production. Livrés en octobre 1939 et avril 1940, ces deux appareils furent en fait remontés et discrètement livrés à la Marine impériale sous la désignation L2D1. Le premier L2D2 de série sortit d'usine en septembre 1939.

## Production et différences par rapport au DC-3
La production du bimoteur démarra très lentement et la Marine impériale demanda à Nakajima de participer au programme avec l’outillage mis en place pour produire les DC-2. Nakajima devait donc réaliser 71 appareils entre 1940 et 1941, tandis que Showa acheva 416 appareils entre 1939 à 1945, y compris les deux cellules livrées en pièces détachées par Douglas.
On distingue 8 modèles différents, se déclinant en deux versions de base : un appareil de transport de passagers très semblable aux appareils commerciaux américains de l’avant-guerre et un modèle cargo, entré en service avant le Douglas C-47 Skytrain, qui se distinguait par un vitrage plus important à l’arrière du poste de pilotage, une porte cargo à deux battants très différente de celle de ses homologues américains, un poste d’observation dorsal, un nouveau dessin des capots moteurs et l’apparition de casseroles d’hélice.

## Versions
- L2D2 : transport de passagers avec des moteurs Mitsubishi 43 de 1 000 ch
- L2D3 : transport de passagers avec des Mitsubishi 51 de 1 300 ch
- L2D3a : transport de passagers avec des Mitsubishi 53 de 1 300 ch
- L2D3-1 : cargo avec des Mitsubishi 51 de 1 300 ch
- L2D3-1a : cargo avec des Mitsubishi 53 de 1 300 ch
- L2D4 : transport de passagers avec des Mitsubishi 51 de 1 300 ch et une mitrailleuse dorsale
- L2D4-1 : cargo avec des Mitsubishi 51 de 1 300 ch et une mitrailleuse dorsale
- L2D5 : version en bois à moteurs Mitsubishi 62 de 1 560 ch, inachevée à la fin de la guerre

## En service
Tous les DC-3 et L2D subsistant au Japon à la fin de la Seconde Guerre mondiale furent passés au pilon, tout comme les appareils capturés aux Philippines qui, préalablement testés par les Américains, se révélèrent supérieurs dans certains domaines aux C-47. 
La Chine conserva quelques exemplaires qu'elle avait capturés.
La France a également utilisé des exemplaires capturés après-guerre en Indochine. 